# Aloe abyssicola
Aloe abyssicola é uma espécie de liliopsida do gênero Aloe, pertencente à família Asphodelaceae.